# Şener Şen

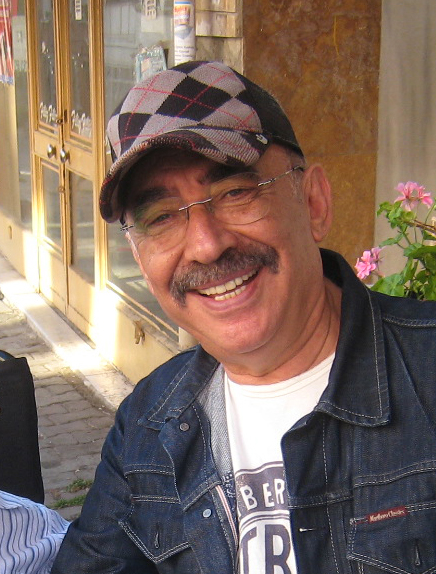
Şener Şen, 2010

Şener Şen (* 26. Dezember 1941 in Seyhan, Adana) ist ein türkischer Schauspieler.

## Leben
Şener Şen wurde im Viertel Kuruköprü des Stadtteils Seyhan als Sohn von Ali Şen, der ebenfalls ein Schauspieler war, und Mürvet Şen geboren. Seine Karriere begann er als Darsteller am Theater. Anders als sein Vater wollte Şener Şen nicht zum Film, doch die Einnahmen am Theater waren zu gering, so dass er doch begann, in Filmen mitzuspielen. Seine Kino-Karriere fing mit Nebenrollen an.
1958 begann er als Amateur mit dem Theaterstück Yeşil Sahne. Zwischen 1964 und 1966 arbeitete er als Grundschullehrer in ostanatolischen Dörfern. 1966 wurde er bei dem Theater İstanbul Belediye Şehir Tiyatrosu aufgenommen. Von 1980 bis 1982 betrieb er seine Theaterarbeiten in Deutschland. Lange Zeit war er die Nebenrolle in Filmen mit Kemal Sunal und İlyas Salman. Seine erste Hauptrolle hatte er 1983 in dem Film Şalvar Davası.

## Filmografie
| - 1967: Sözde Kızlar - 1971: Altın Prens Devler Ülkesinde - 1972: Katerina - 1973: Aşk Mahkumu - 1973: Bitirimler Sosyetede - 1973: Bir Demet Menekşe - 1974: Yaşar Ne Yaşar Ne Yaşamaz - 1974: Ayrı Dünyalar - 1975: Bak Yeşil Yeşil - 1975: Bizim Aile - 1975: Hababam Sınıfı Sınıfta Kaldı - 1975: Aptal Şampiyon - 1976: Hababam Sınıfı Uyanıyor - 1976: Tosun Paşa - 1976: Süt Kardeşler - 1977: Hababam Sınıfı Tatilde - 1977: Şabanoğlu Şaban - 1977: Çöpçüler Kralı - 1977: Gülen Gözler - 1978: Kibar Feyzo - 1978: Sultan - 1978: Hababam Sınıfı Dokuz Doğuruyor - 1978: Neşeli Günler - 1979: Erkek Güzeli Sefil Bilo - 1979: N'olacak Şimdi - 1980: Banker Bilo - 1981: Gırgıriyede Şenlik Var | - 1981: Davaro - 1982: Adile Teyze - 1982: Çiçek Abbas - 1982: Dolap Beygiri - 1983: Gırgıriyede Cümbüş Var - 1983: Şekerpare - 1983: Şalvar Davası - 1984: Gırgıriyede Büyük Seçim - 1984: Namuslu - 1985: Züğürt Ağa - 1985: Aşık Oldum - 1985: Çıplak Vatandaş - 1986: Milyarder - 1986: Değirmen - 1987: Mr. Muhsin - 1987: Selamsız Bandosu - 1987: Zengin Mutfağı - 1987: Arabesk - 1988: Yasemin - 1990: Aşk Filmlerinin Unutulmaz Yönetmeni - 1992: Gölge Oyunu - 1993: Amerikalı - 1996: Eskiya – Der Bandit (Eşkıya) - 2000: İkinci Bahar (TV-Serie) - 2004: Gönül Yarası - 2007: Für Liebe und Ehre (Kabadayı) - 2010: Av Mevsimi - 2018: Yol ayrımı |

## Auszeichnungen
- 15. Antalya Film Festival 1978, „Çöpçüler Kralı“, bester männlicher Nebendarsteller
- 24. Antalya Film Festival 1987, „Muhsin Bey“, bester männlicher Darsteller
- 42. Antalya Film Festival 2005, „Gönül Yarası“, bester männlicher Darsteller